# دوري كرة القدم الغربي 1971–72
دوري كرة القدم الغربي 1971–72 (بالإنجليزية: 1971–72 Western Football League)‏ هو موسم من دوري كرة القدم الغربي ‏. فاز فيه Bideford A.F.C. ‏.